# Dunning, Nebraska
Dunning är en ort i Blaine County i delstaten Nebraska, USA.